# 丸川智弘
丸川智弘（日语：／ Marukawa Tomohiro，1970年9月5日—2024年1月25日），日本漫畫家，静岡縣浜松市出身。

## 經歷
1997年以〈かみさまのみみ〉出道，翌年以〈マイティウイングス〉獲得角川第五屆ACE新人漫畫賞獎勵賞。
2014年作品《星際e美眉》榮獲第45屆星雲賞的漫畫部門賞。
2024年2月9日少年王牌官方X發布丸川智弘的訃聞，於2024年1月25日因冠狀動脈疾病而病逝，享年53歲。